# Berdeniella caprai
Berdeniella caprai är en tvåvingeart som beskrevs av Salamanna och Sara 1980. Berdeniella caprai ingår i släktet Berdeniella och familjen fjärilsmyggor. Inga underarter finns listade i Catalogue of Life.